# Ralph Rose
Ralph Waldo Rose (Healdsburg, 17 maart 1885 – San Francisco, 16 oktober 1913) was een veelzijdige Amerikaanse atleet, die gespecialiseerd was in het kogelstoten. Hij werd driemaal olympisch kampioen en meervoudig Amerikaans kampioen kogelstoten. Met 15,54 m kreeg hij in 1909 het eerste door het IAAF erkende wereldrecord in handen in deze discipline, maar daarvoor had hij al sinds 1904 aan de kop van de officieze wereldrecordlijst gestaan. Zijn officiële record van 15,54 hield negentien jaar stand. Hiernaast was hij ook een sterk atleet in het discuswerpen, speerwerpen en kogelslingeren. Hij werd in totaal zevenmaal Amerikaans kampioen bij het kogelstoten, discuswerpen en speerwerpen. Vanwege zijn lengte en gewicht had hij als bijnaam 'de olifantenbaby'.

## Biografie

### Eerste successen
Zijn eerste succes boekte Rose in 1904. Als student van de Universiteit van Michigan won hij zowel het kogelstoten als het discuswerpen bij de Big Ten championships. Op de Olympische Spelen van Saint Louis later dat jaar won hij een gouden medaille bij het kogelstoten. Met een beste poging van 14,81, een officieus wereldrecord, versloeg hij zijn landgenoten Wesley Coe (zilver; 14,40) en Lawrence Feuerbach (brons; 13,37). Het had overigens weinig gescheeld of hij had ook het discuswerpen gewonnen. In eerste instantie was hij namelijk met een beste worp van 39,28 exact gelijk geëindigd met zijn landgenoot Martin Sheridan. Daarop besloot de jury, om een beslissing te foreceren, beiden een extra poging te laten doen. Hierin scoorde Sheridan het beste resultaat en hij werd dus olympisch kampioen.

### Controversiële vlaggendrager
Vier jaar later prolongeerde Ralph Rose deze titel op de Olympische Spelen van Londen. De resultaten bij het kogelstoten waren overigens minder dan vier jaar eerder in Saint Louis. De oorzaak hiervan was de stromende regen waarin het atletiekonderdeel plaatsvond, waardoor ook de kogelstootring te zacht was geworden. Op deze Spelen kwam Rose ook uit bij het discuswerpen, kogelslingeren en touwtrekken, maar behaalde op deze onderdelen geen medailles.
Overigens deed zich tijdens de openingsceremonie voor de Spelen nog een incident voor, waarin Ralph Rose een rol speelde. Bij de landenparade moesten de deelnemers voor de eerste maal in de geschiedenis van de moderne Olympische Spelen achter de vlag van hun land lopen. De Amerikaanse vlag werd echter niet getoond in het stadion. Daarop besloot Ralph Rose, die de drager was van de vlag, niet, zoals gebruikelijk, de vlag te buigen naar de koninklijke loge. Teamgenoot Martin Sheridan, olympisch kampioen discuswerpen 1904, 1906 en 1908, maakte later de opmerking: This flag dips to no earthly king (deze vlag buigt niet voor een aardse koning).

### Voor derde maal olympisch goud
Bij zijn laatste olympische optreden op de Olympische Spelen van 1912 in Stockholm won Rose een bronzen medaille bij het kogelstoten met één hand en goud op dezelfde discipline met twee handen.
Ralph Rose was aangesloten bij de atletiekvereniging Olympic Club in San Francisco. Hij stierf op 28-jarige leeftijd in San Francisco aan buiktyfus. In 1976 werd hij opgenomen in de Amerikaanse Hall of Fame.

## Titels
- Olympisch kampioen kogelstoten - 1904, 1908
- Olympisch kampioen kogelstoten (twee handen) - 1912
- Amerikaans kampioen kogelstoten - 1907, 1908, 1909, 1910
- Amerikaans kampioen discuswerpen - 1905, 1909
- Amerikaans kampioen speerwerpen - 1909

## Persoonlijke records
| Onderdeel      | Prestatie | Datum            | Plaats        |
| -------------- | --------- | ---------------- | ------------- |
| kogelstoten    | 15,54 m   | 21 augustus 1909 | San Francisco |
| discuswerpen   | 40,81 m   | 1910             |               |
| kogelslingeren | 52,61 m   | 1907             |               |

## Palmares

### kogelstoten (een hand)
- 1904:  OS - 14,81 m
- 1908:  OS - 14,21 m
- 1912:  OS - 15,25 m

### kogelstoten (twee handen)
- 1912:  OS - 27,70 m

### discuswerpen
- 1904:  OS - 39,28 m
- 1908: 11e OS - 39,65 m

### kogelslingeren
- 1904:  OS - 45,73 m
- 1908: 8e OS - 42,58 m

### gewichtwerpen (25,4 km)
- 1904: 6e OS - 8,53 m

### touwtrekken
- 1908: 5e OS

1896: Bob Garrett ·
1900: Richard Sheldon ·
1904: Ralph Rose ·
1906: Martin Sheridan ·
1908: Ralph Rose ·
1912: Pat McDonald ·
1920: Ville Pörhölä ·
1924: Bud Houser ·
1928: John Kuck ·
1932: Leo Sexton ·
1936: Hans Woellke ·
1948: Wilbur Thompson ·
1952: Parry O'Brien ·
1956: Parry O'Brien ·
1960: Bill Nieder ·
1964: Dallas Long ·
1968: Randy Matson ·
1972: Władysław Komar ·
1976: Udo Beyer ·
1980: Vladimir Kiseljov ·
1984: Alessandro Andrei ·
1988: Ulf Timmermann ·
1992: Mike Stulce ·
1996: Randy Barnes ·
2000: Arsi Harju ·
2004: Adam Nelson ·
2008: Tomasz Majewski ·
2012: Tomasz Majewski ·
2016: Ryan Crouser ·
2020: Ryan Crouser ·
2024: Ryan Crouser
- Bibliothèque nationale de France: cb14975853q (data)
- Gemeinsame Normdatei: 1119082544
- World Athletics: 14862815
- Virtual International Authority File: 316737109